# پیتر کوک (معمار)
پیتر کوک (انگلیسی: Peter Cook؛ زادهٔ ۲۲ اکتبر ۱۹۳۶) یک معمار اهل انگلستان است. او بنیانگذار گروه معماری آرکی‌گرم بود.
کوک در سال ۲۰۰۷ به خاطر خدماتش در حوزه معماری و آموزش توانست نشان شوالیه را از ملکه انگلستان دریافت کند.
او در حال حاضر به عنوان استاد بازنشسته با مدرسه بارتلت کالج دانشگاهی لندن (UCL) همکاری دارد.